# Bűnözésföldrajz

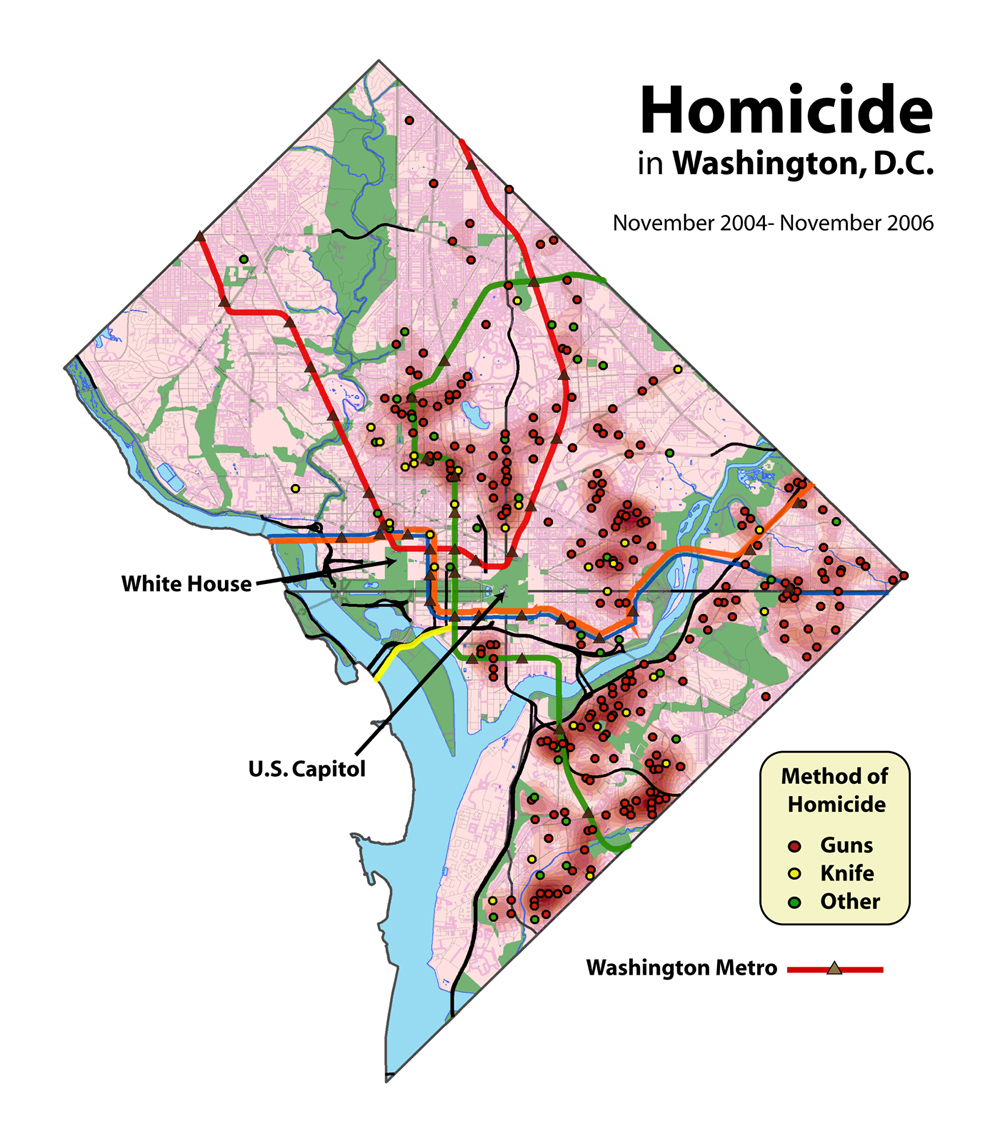
Washington D.C. „gyilkossági térképe” (2004-2006 közt történt esetek), az elkövetés módja szerint színkódolva (vörös: lőfegyver, sárga: szúróeszköz, zöld: egyéb)

A bűnözésföldrajz a kriminalisztika és a földrajztudomány közös metszete. Célja, hogy a bűnözés térbeli aspektusait és az ehhez kapcsolható összefüggéseket vizsgálva segítse a bűnüldözés hatékonyságát.

## Vizsgálati tárgya, célkitűzései
- a bűnözés térbeliségének, elterjedésének pontos bemutatása,
- a bűnözés "forró pontjainak" kimutatása,
- a bűnözés tömeges megjelenésének okáról felvilágosítást adjon,
- az éltudatos bűnmegelőzési stratégia kialakítása, valamint a megelőzéssel kapcsolatos intézkedések hatásfokának megítélése

Egy adott hely szempontjából a bűnözést befolyásoló tényezők:
- természeti
- pszichológiai
- gazdasági
- szociológiai faktorok
- a népesség összetétele
- viselkedése a térben